# Justin Upton
Justin Irvin Upton (nacido el 25 de agosto de 1987) es un jardinero estadounidense de béisbol profesional que jugó en las Grandes Ligas para los Arizona Diamondbacks, Atlanta Braves, San Diego Padres, Detroit Tigers, Los Angeles Angels y Seattle Mariners. Se desempeña principalmente como jardinero derecho o izquierdo.

## Carrera profesional

### Arizona Diamondbacks
Upton fue seleccionado por los Diamondbacks de Arizona como la primera selección global del draft de 2005. En su primera campaña como profesional jugó con los South Bend Silver Hawks de Clase A. Inició el 2007 con los Visalia Oaks de Clase A avanzada, pero fue promovido a los Mobile BayBears de Clase AA luego de batear para .341 con cinco jonrones en abril.

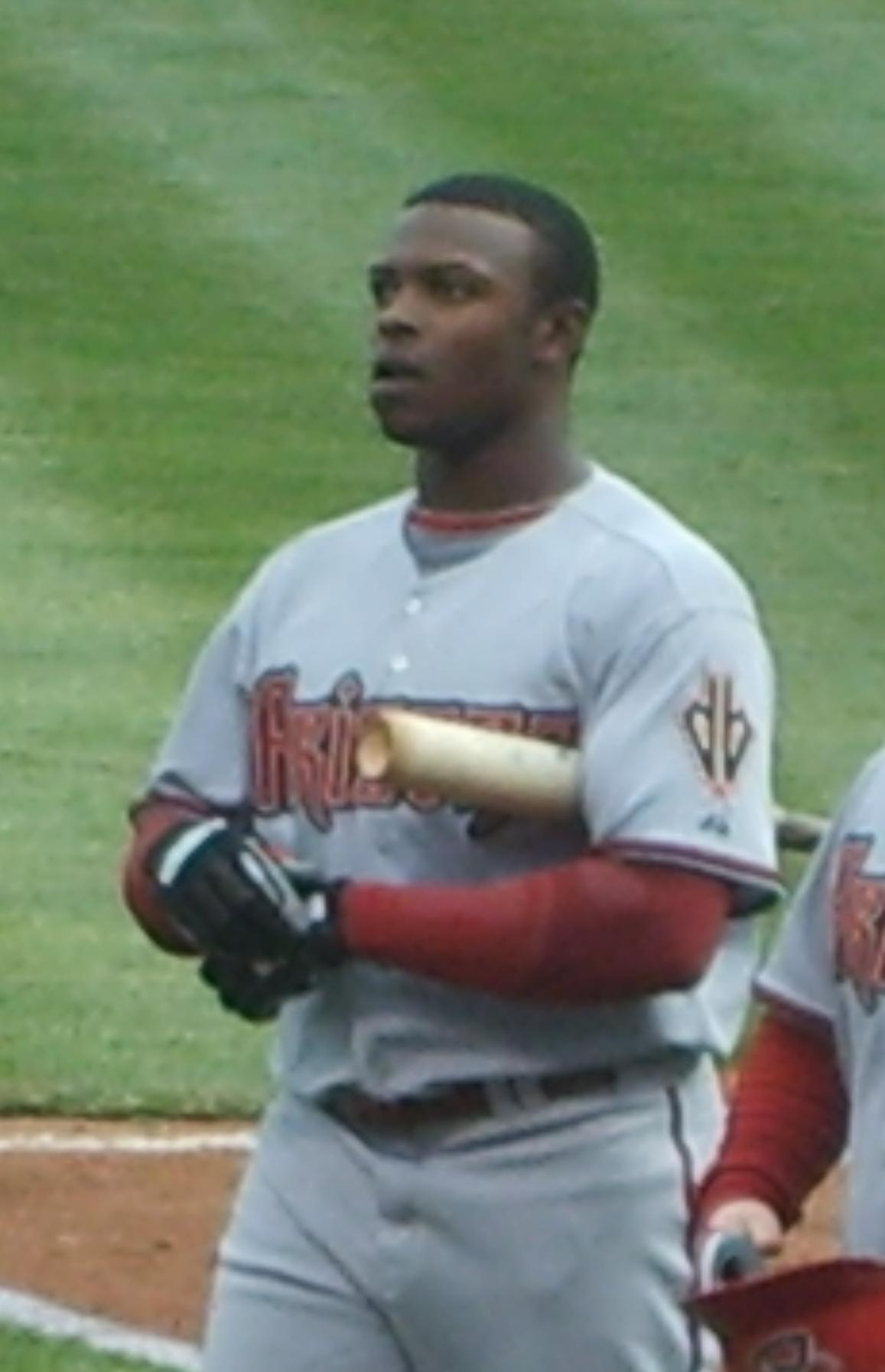
Upton con los Diamondbacks de Arizona en 2008.

Debutó en Grandes Ligas el 2 de agosto de 2007, debido a la lesión del jardinero derecho titular de los Diamondbacks Carlos Quentin. Conectó su primer hit el 4 de agosto, impulsó su primera carrera al día siguiente y su primer jonrón lo conectó dos días después. Culminó su temporada de novato con limitado tiempo de juego y registró dos jonrones, 11 carreras impulsadas, dos bases robadas y .221 de promedio al bate. A pesar de estos números discretos, en la postemporada lideró a los Diamondbacks a la Serie de Campeonato de la Liga Nacional, dejando un impresionante promedio de .357.
En los entrenamientos primaverales de 2008, Upton se ganó el puesto como jardinero derecho titular. A pesar de haber tenido un comienzo caliente en el año, los períodos de slump y una lesión en el oblicuo izquierdo (que dio lugar a un período de cinco semanas en la lista de lesionados) afectaron su rendimiento global en la temporada. Sin embargo, terminó el año con números respetables para un jugador de 20 años de edad, registrando 15 cuadrangulares, 42 impulsadas, seis triples, 19 dobles, una base robada y un porcentaje de slugging de .463 con .250 de promedio de bateo. En la defensiva, colideró a los jardineros de las mayores con 11 errores.
En 2009, Upton inició la temporada en mala forma, conectando un solo hit en sus primeros 21 turnos al bate. Finalizó el mes de abril con promedio de .250, dos jonrones y ocho carreras impulsadas. Sin embargo, en mayo registró siete jonrones, 21 carreras impulsadas, ocho dobles, cuatro triples, porcentaje de slugging de .709, promedio de .373 y porcentaje de embasado de .444, para obtener el reconocimiento como el jugador del mes de mayo en la Liga Nacional. El 5 de julio, fue convocado a su primer Juego de Estrellas como jardinero reserva de la Liga Nacional. El 5 de agosto de 2009, contra los Piratas de Pittsburgh, Upton se lesionó el oblicuo derecho tratando de robar la segunda base, por lo que fue incluido en la lista de lesionados, y el jardinero novato Trent Oeltjen tomó su lugar en la plantilla. Finalizó la temporada de 2009 liderando a los Diamondbacks con .300 de promedio y 158 hits, además de conectar 26 jonrones e impulsar 86 carreras. A pesar de su gran rendimiento ofensivo, Upton lideró nuevamente a los jardineros de la liga con 12 errores, y también registró el porcentaje de fildeo más bajo (.961).
El 3 de marzo de 2010, Upton firmó una extensión de contrato con los Diamondbacks por $50 millones y seis años, con un bono de $1,25 millones. La campaña de Upton fue interrumpida por segunda temporada consecutiva por un oblicuo derecho, pero aun así terminó la temporada 2010 con un respetable promedio de bateo de .273, 17 cuadrangulares y 69 carreras impulsadas junto con 18 bases robadas.
En 2011, Upton fue seleccionado por segunda vez a un Juego de Estrellas en representación de los Diamondbacks, esta vez junto a su compañero Miguel Montero. Culminó la temporada con .289 de promedio y 31 jonrones, segundo en dobles con 39 y tercero en carreras anotadas con 105 y extra bases con 75. Además, ganó el Premio Fielding Bible como el mejor jardinero derecho a la defensiva, y un Bate de Plata como jardinero en la Liga Nacional. Terminó en cuarto lugar de la votación al Jugador Más Valioso de la Liga Nacional, detrás de Ryan Braun, Matt Kemp y Prince Fielder.
El 3 de agosto de 2012, ante los Filis de Filadelfia, Upton conectó el jonrón 100 de su carrera. Al finalizar la campaña 2012, rechazó un traspaso a los Marineros de Seattle.

### Atlanta Braves

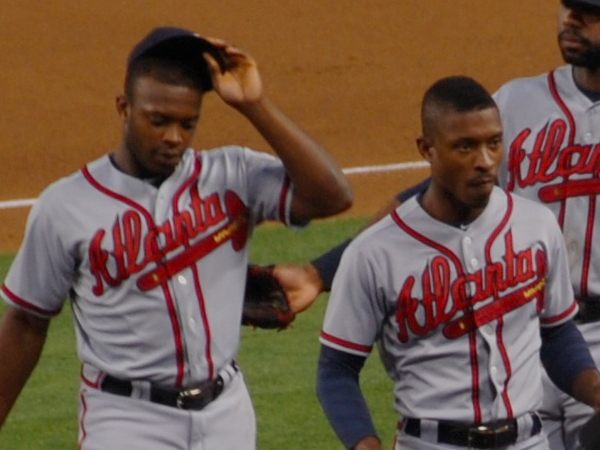
Los hermanos Upton en 2013.

El 20 de enero de 2013, Upton fue transferido junto a Chris Johnson a los Bravos de Atlanta, a cambio de Martín Prado, Randall Delgado y los prospectos Nick Ahmed, Zeke Spruill y Brandon Drury. El cambio permitió a Upton jugar con su hermano Melvin Upton Jr., quien llegó a los Bravos anteriormente.
El ocho de agosto de 2014, Justin y Melvin conectaron jonrones por quinta vez en un mismo juego, estableciendo una nueva marca para hermanos.

### San Diego Padres

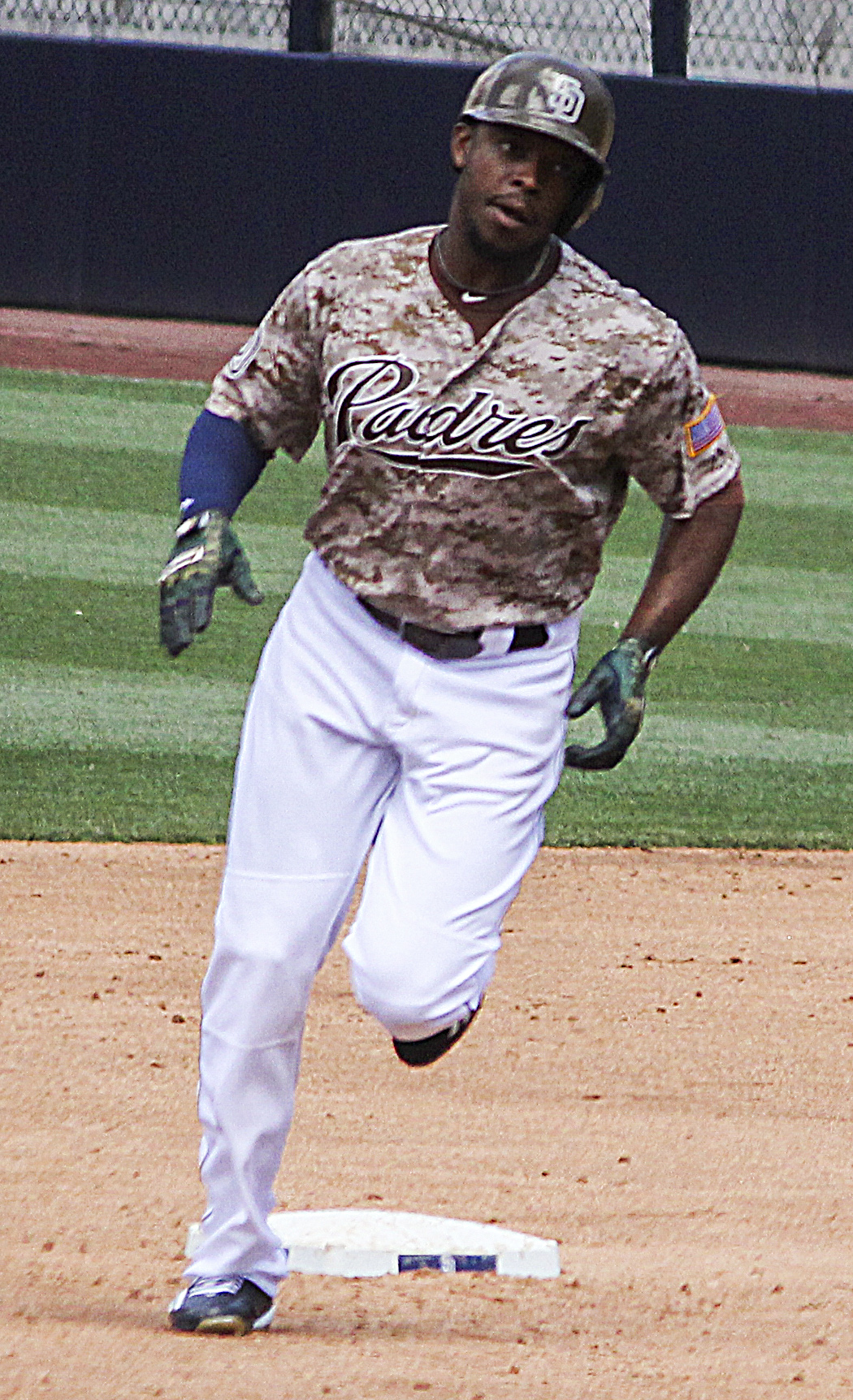
Upton jugando con los Padres de San Diego en 2015.

El 19 de diciembre de 2014, Upton fue cambiado a los Padres de San Diego junto a Aaron Northcraft, a cambio de Max Fried, Jace Peterson, Dustin Peterson y Mallex Smith.
El 6 de julio de 2015, Upton fue seleccionado por tercera vez a un Juego de Estrellas. Finalizó la temporada bateando para .251 con 26 jonrones y 81 carreras impulsadas.
El 23 de octubre de 2015, fue seleccionado como finalista al Guante de Oro como jardinero izquierdo, junto a Christian Yelich y Starling Marte, llevándose el premio este último. El 2 de noviembre, Upton se convirtió en agente libre.

### Detroit Tigers
El 20 de enero de 2016, Upton firmó un contrato por seis años y $132,75 millones con los Tigres de Detroit, incluyendo una opción de agencia libre luego del segundo año.
El 18 de julio de 2016 conectó el jonrón 200 de su carrera, ante Ricky Nolasco de los Mellizos de Minnesota. Fue nombrado Jugador de la Semana del 19-25 de septiembre, luego de conectar para .400 con tres dobles, tres jonrones y seis impulsadas. Finalizó la temporada con promedio de .246, 31 jonrones y 87 impulsadas.
En 2017, Upton fue seleccionado a su cuarto Juego de Estrellas en reemplazo de su compañero de equipo Michael Fulmer. Al momento de su selección, bateaba para promedio de .271 con 21 dobles, 15 jonrones, 54 impulsadas y promedio de .384 con corredores en posición de anotar, tercero en la liga en dicha estadística.

### Los Angeles Angels
El 31 de agosto de 2017, Upton fue transferido a los Angelinos de Los Angeles a cambio de Grayson Long y un jugador a ser nombrado posteriormente. Finalizó la temporada con un promedio total de .273 y .361 de porcentaje de embasado, mientras que registró marcas personales con 44 dobles, 35 jonrones, 109 impulsadas y .901 de OPS. También anotó 100 carreras por tercera ocasión en las mayores.
El 2 de noviembre de 2017, Upton acordó una extensión de contrato con los Angelinos por cinco años y $106 millones. Fue anunciado como finalista para el Guante de Oro como jardinero izquierdo, junto a Brett Gardner y Alex Gordon, llevándose el premio este último.
El 9 de noviembre de 2017, fue anunciado como ganador del Bate de Plata del jardín izquierdo, la tercera ocasión en su carrera que es reconocido con el premio.
En 2018, su primera temporada completa con los Angelinos, registró un promedio de bateo de .259 con 30 jonrones, y lideró al equipo con 85 impulsadas.
El 24 de marzo de 2019, durante un partido de pretemporada contra los Dodgers de Los Ángeles, Upton sufrió una lesión en el dedo del pie. Su debut en la temporada se retrasó hasta el 21 de junio. El 13 de septiembre, a Upton se le diagnosticó tendinitis rotuliana, lo que terminó temprano su temporada 2019. Upton terminó la temporada bateando .215/.309/.416 con 12 jonrones y 40 carreras impulsadas, jugando en solo 63 juegos con un total de 256 apariciones en el plato.
Upton conectó el jonrón 300 de su carrera el 29 de julio de 2020 en un juego contra los Marineros de Seattle. Terminó la temporada acortada por la pandemia bateando .204/.289/.422 con nueve jonrones y 22 carreras impulsadas en 42 juegos.
El 27 de agosto de 2021, contra los Padres de San Diego, Upton conectó un elevado de sacrificio para la carrera impulsada número 1 000 de su carrera. El 5 de septiembre, Upton fue incluido en la lista de lesionados de 10 días por una distensión lumbar derecha. Fue su segundo período en la lista de lesionados ese año, ambas veces debido a problemas en la espalda baja.
Upton fue designado para asignación por los Angelinos el 2 de abril de 2022. En cinco años con Los Ángeles, tuvo un promedio de bateo de .232, 75 jonrones y 203 carreras impulsadas. Aprobó las exenciones y fue puesto en libertad el 8 de abril.

### Seattle Mariners
El 21 de mayo de 2022, Upton firmó un contrato con los Marineros de Seattle. Debutó con el equipo el 17 de junio, pero el 22 de julio fue asignado a Clase AAA luego de registrar un promedio de .125 con un jonrón y tres impulsadas en 48 turnos al bate. Sin embargo, se negó a la asignación y eligió convertirse en agente libre.